# Galina Galina
Pour les articles homonymes, voir Galina.
Galina Galina (en russe : Галина Галина), née Glafire Rinsk (Глафира Адолфовна Ринкс), modifié en Glafire Mamochina (Глафира Адолфовна Мамошина), puis épouse Einerling (Эинерлинг) après son premier mariage, et après son second mariage épouse Gousseva (Гусева) est une poétesse, écrivaine, essayiste, traductrice, militante politique russe. Elle est plus connue sous son pseudonyme de Galina Galina. Elle est née en 1870 (selon certaines sources, en 1873), à Saint-Pétersbourg, dans l'Empire russe, et est décédée en 1942, vraisemblablement pendant le siège de Leningrad en URSS.
C'est elle qui est l'autrice des premiers mots de la chanson russe Transvaal, mon pays, tu es partout en feu... C'est une membre active du mouvement russe de la fin du XIXe siècle, début du XXe siècle, de la démocratie libérale. Elle a été l'épouse de l'écrivain Sergueï Goussev-Orenbourgski.

## Biographie
Galina Galina est née à Saint-Pétersbourg, selon certaines données en 1870, selon d'autres en 1873. La future poétesse naît dans la famille d'Adolphe Rinks, dont elle reçoit le nom et le patronyme, bien que le mariage de sa mère soit rompu à l'époque de sa naissance mais sans qu'il y ait eu divorce. Son véritable père était Nikolaï Mamochine, professeur de gymnasium,,,.
Après ses études au gymnasium, elle travaille pendant quelques années comme télégraphiste. Quand elle se marie elle prend le nom d'épouse Einerling. En 1895, elle collabore à l'édition de la revue L'Éducation picturale, où elle a été engagée sur recommandation de son rédacteur en chef Alexandre Chelr (en) et signe ses articles du pseudonyme de Galina Galina,.
Après avoir adhéré aux objectifs de la démocratie libérale, elle prend une part active à la vie publique. Elle exprime ouvertement sa sympathie aux participants des mouvements étudiants, aux victimes de la répression politique, y compris dans ses écrits. La déclaration la plus sincère de ses convictions citoyennes est le texte du poème écrit en 1901 Ils coupent la forêt, jeune douce et verte… en réponse à la répression des manifestations des étudiants de l'Université nationale Taras-Chevtchenko de Kiev en 1900 (183 participants les plus actifs ont été livrés aux soldats). Ce poème a connu une grande popularité malgré le fait qu'il n'ait pas été publié tout de suite : il circulait sur des cahiers, puis il est apparu dans la presse libérale étrangère et puis seulement en Russie dans des éditions de la social-démocratie. Le 3 mars 1901 la poétesse lit publiquement son poème à l'Union des écrivains de Saint-Pétersbourg en présence d'un certain nombre d'auteurs, parmi lesquels Maxime Gorki, Constantin Balmont, Vladimir Korolenko, Dmitri Mamine-Sibiriak, Stepan Skitalets (en).
Comme le lendemain se tient une manifestation massive de protestation sur la place de Kazan à Saint-Pétersbourg et que celle-ci est considérée par le pouvoir comme une incitation aux troubles de l'ordre public, la poétesse a été assignée à résidence surveillée et interdite de séjour dans la capitale Saint-Pétersbourg,. La revue Jizn (en), dont Maxime Gorki est un des éditeurs et un des collaborateurs les plus actifs:232, et dont la rédaction a pris une part active aux évènements a été obligée de fermer ses portes en juin 1901. L'année suivante, en 1902, une partie des anciens collaborateurs de la revue, au nombre desquels on trouve Galina Galina, tentent d'éditer la revue à l'étranger. La poétesse écrit dans cette revue Jizn étrangère sous le pseudonyme de L. Choustova. Mais en mai 1901 encore, Lénine joint deux poèmes parmi d'autres documents envoyés à la typographie du journal Iskra. Il accompagne son envoi d'une note disant : « Nous présentons deux
documents qui caractérisent l'humeur de l'opinion publique ». L'un des documents est une allégorie de Constantin Balmont Ce qui s'est passé en Turquie., l'autre le poème de Galina Ils coupent la forêt:94.
Plus tard, la rédaction d'Iskra décide de ne pas publier les poèmes dans ses pages, mais de les insérer dans une publication séparée Chansons de la lutte (Pesni borby) dans la section Des motifs du printemps 1901. Durant la période de la révolution russe de 1905, Galina prend une part active à la vie publique, et reprend par exemple la lecture publique des paroles de ses poèmes. Dans sa vie privée, elle divorce de son premier mari et épouse l'écrivain Sergueï Goussev-Orenbourgski, prenant le nom d'épouse Gousseva,.
Les informations concernant la vie de Galina Galina après la Révolution d'Octobre sont contradictoires. Selon une des sources, la poétesse a suivi Sergueï Goussev-Orenbourgski dans l'émigration,. Selon d'autres sources, après la séparation avec son premier mari elle est restée à Saint-Pétersbourg et est morte durant le siège de Léningrad en 1942,. De toute manière, on ne connaît aucune de ses œuvres ou activités publiques dans la période post-révolutionnaire,.

## Œuvres
Ils coupent la forêt, jeune, douce et verte…

Et les pins baissent la tête tout moroses

Pleins de pensées tristes et sans réponses…

Et ils voient le ciel qui garde le silence…

Ils coupent la forêt… Parce qu'elle faisait du bruit à l'aube ?

Parce qu'à l'aube la nature endormie se réveille ?

Parce qu'elles chantaient fort les jeunes feuilles ?

Leur chant sur le soleil, le bonheur, la liberté ?

Ils coupent la forêt… Mais la terre garde ses semences;

Les années passeront et une vie pleine de force,

Un mur bien vert de bouleaux s'élèvera —

 
Les premiers poèmes de Galina Galina (Glafire Einerling) ont été publiés en 1895 dans la revue littéraire L'Éducation picturale. Durant les quatre années qui ont suivi, la poétesse n'a publié que dans cette revue, et ce n'est qu'en 1899 qu'elle a commencé à publier également dans d'autres revues et almanachs tels que Rousskoï Bogatstvo (en), Mir Boji (en), Obrazovanie (en), Journal dlia vsekh, Jizn (en), Jizn dlia vsekh (généralement sous son pseudonyme Galina Galina ou G. Galina, plutôt que sous son propre nom). De son propre aveu, Galina reconnaît que Piotr Iakoubovitch a exercé une forte influence sur son œuvre par sa poésie et par son activité sociale. Les critiques littéraires retrouvent également dans la poésie de Galina Galina l'influence du poète Sémion Nadson.

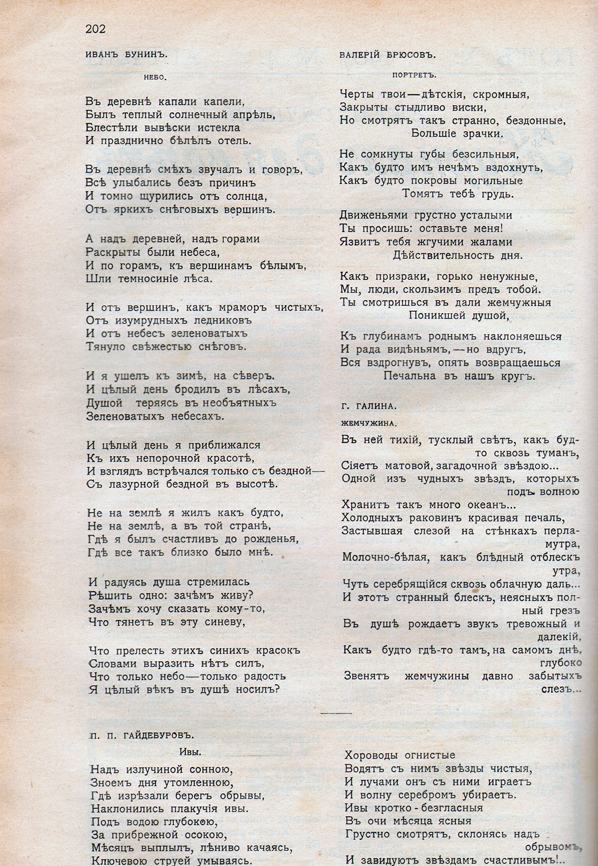
La revue Journal dlia vsekh éditait des vers de Galina Galina, en même temps que ceux des coryphées de l'Âge d'argent (Russie)

Dans ses premières publications c'est le lyrisme et l'amour qui prévalent, la thématique des expériences spirituelles. Dans ses créations plus tardives, on retrouve un appel à des sujets d'actualité politique, sociale, patriotique traités avec pathos. En plus des évènements politiques internes en Russie, l'attention de la poétesse est attirée vers les évènements de la seconde guerre des Boers (1899—1902). Elle sympathise, comme une grande partie du peuple russe, avec les Boers, en luttant ainsi contre les Britanniques dans un cycle de poèmes, dont les plus connus sont ceux rassemblés dans Le Boer et ses fils, publié en 1899. Devenu populaire, ce poème a été la base du texte de la chanson Transvaal, mon pays, tu es partout en feu...,.

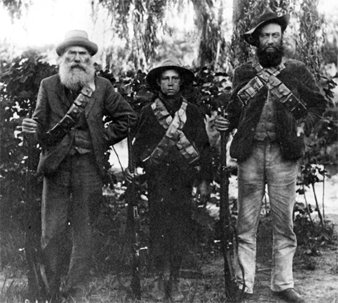
3 générations de Boers 1899

Les recueils de poèmes de Galina Galina publiés entre 1902 et 1906 ont été assez bien reçus par la critique. Mais Valeri Brioussov et Zinaïda Hippius observent un manque d'identité créatrice, de la banalité dans la forme et la rime. Plus tard, la plupart des critiques soviétiques ont classé son œuvre dans le courant didactique et civique. Il reste que ses poèmes étaient très recherchés par un large public de lecteurs. En outre, beaucoup de compositeurs russes s'adressaient à elle pour ses poèmes et ses textes pour des romances tels que Sergueï Rachmaninov, Reinhold Glière, Mikhaïl Gnessine, Alexandre Gretchaninov, Boris Assafiev. Certaines romances créées par Galina ont été particulièrement populaires et ont été reprises par Rakhmaninov Ici c'est bien, Comme j'ai mal (Nuit de printemps), Près de ma fenêtre,.
À partir de la seconde moitié des années 1900, Galina Galina s'engage activement dans des activités de traductions (œuvres poétiques de Lord Byron, Henrik Ibsen, Knut Hamsun, poètes arméniens). Elle publie aussi un grand nombre d'œuvres pour enfants tant dans le domaine poétique que de la prose, et en particulier deux recueils de contes (en 1903 et en 1908),. Dans les années 1910, la poétesse commence à être publiée dans de nombreux magazines illustrés et commerciaux tels que : Niva, Réveil (Proboudjeni), etc.